# Thamnophilus tenuepunctatus
El batará vermiculado (Thamnophilus tenuepunctatus), también denominado batará crestinegro (en Colombia) o  batará listado (en Perú), es una especie de ave paseriforme perteneciente al numeroso género Thamnophilus de la familia Thamnophilidae. Es nativo de la región andina del noroeste de América del Sur.

## Distribución y hábitat
Se distribuye a lo largo de los Andes desde el centro norte de Colombia, por Ecuador y norte de Perú. Ver detalles en Subespecies.
Es localmente bastante común en el sotobosque de clareras arbustivas, bosques secundarios y bordes de selvas de estribaciones montañosas, principalmente entre os 400 y los 1400 m de altitud.

## Estado de conservación
Esta especie ha sido calificada como amenazada de extinción en grado “vulnerable” por la IUCN debido a la sospecha de que su población, no cuantificada todavía, pueda decaer alrededor de 30% a lo largo de 3 generaciones en línea con las tasas de pérdida de hábitat, estimadas en 33,5 a 35,8% a lo largo de 15 años.

### Amenazas
La principal amenaza a esta especie es la deforestación acelerada dentro de su zona de distribución, para pastoreo de ganado y plantaciones de soja, a medida que se expande la red de carreteras.

## Sistemática

### Descripción original
La especie T. tenuepunctatus fue descrita por primera vez por el naturalista francés Frédéric de Lafresnaye en 1853 bajo el nombre científico Thamnophilus tenuepuntatus (sic); localidad tipo «“Anolaima” (localidad indeterminada, posiblemente en Norte de Santander, más que en Cundinamarca), Colombia».

### Taxonomía
La presente especie ya fue considerada conespecífica con Thamnophilus palliatus, pero sus zonas de distribución son adjuntas, sin barreras aparentes y sin evidencias de intergradación. Ambos pertenecen al llamado “grupo T. doliatus”, que también incluye T. zarumae, T. torquatus, T. multistriatus y T. ruficapillus. Las diferencias de plumaje entre las subespecies tenuifasciatus y berlepschi pueden probarse ser apenas clinales.

### Subespecies
Según la clasificación del Congreso Ornitológico Internacional (IOC) (Versión 7.1, 2017) y Clements Checklist v.2016, se reconocen 3 subespecies, con su correspondiente distribución geográfica:
- Thamnophilus tenuepunctatus tenuepunctatus Lafresnaye, 1853 – pendiente oriental de los Andes orientales en el centro norte de Colombia (Norte de Santander, Cundinamarca, Meta).
- Thamnophilus tenuepunctatus tenuifasciatus Lawrence, 1867 – pendiente oriental en el centro sur de Colombia (Putumayo) y Ecuador (Sucumbios hacia el sur hasta el norte de Zamora-Chinchipe).
- Thamnophilus tenuepunctatus berlepschi Taczanowski, 1884 – pendiente oriental en el extremo sureste de Ecuador (sur de Zamora-Chinchipe) y noreste de Perú (Amazonas, Cajamarca, San Martín).